# Feria del Libro Córdoba
La Feria del Libro Córdoba es un evento literario-cultural de la ciudad de Córdoba, Argentina. Se realiza anualmente de manera gratuita y atrae a cientos de miles de personas para participar de presentaciones de libros, charlas, mesas debate, exposiciones y espectáculos musicales. Es el evento cultural más extenso y convocante de la provincia.
Con casi 40 años de historia y participación de escritores y personalidades destacadas de la cultura cada año, se consolida como la Feria del Libro más importante de Argentina, después de la de Buenos Aires; y una de las más importantes de América Latina, después de Guadalajara, Lima y Bogotá. También es considerado el evento cultural más importante del interior del país.
Tiene su epicentro en la Supermanzana de la Intendencia, que abarca la Plaza de la Intendencia y el Paseo Sobremonte, así como también otras actividades se realizan en el Teatro Comedia y otros espacios de la ciudad.
Entre sus características destacan el fomento de la literatura y la cultura general local, las propuestas para las infancias y sus carpas blancas con ventas de libros, donde las editoriales locales y nacionales ubican sus puestos.

## Historia
Los encuentros de la Feria del Libro Córdoba comenzaron en 1971, aunque la primera edición formal fue el 2 de mayo de 1986 en el Centro Obispo Mercadillo. Aquella vez, bajo el nombre de Feria del Libro de Autor Cordobés, estuvo organizada por la Editorial Municipal. Contó con la presencia de escritores y referentes de la cultura cordobesa, como Doña Jovita, quien tuvo su primera presentación ante el público de la ciudad.
Con el tiempo se incorporaron otras sedes; las primeras fueron el hall central del Banco de Córdoba y el Cabildo. En 1988, la Feria se realizó en el Museo de la Ciudad (hoy, Centro Cultural España Córdoba), donde se añadió a la programación una serie de conferencias, presentaciones de libros y un sector infanto-juvenil.
En 1992, la Universidad Nacional de Córdoba, la Sociedad Argentina de Escritores y el Gobierno Provincial se sumaron a la organización del evento y en 1994 tuvo su primera edición en la explanada del Cabildo. En 1996, se añadieron las históricas carpas, que se volvieron un ícono de la Feria, y en 1997 se entregó por primera vez el Premio Alberto Burnichón al libro mejor editado en la ciudad, que aún se mantiene hasta el día de hoy.
El año 2020 fue el único año que no se realizó, debido a la pandemia de COVID-19, mientras que en 2021 tuvo una modalidad híbrida virtual-presencial. En 2022 sumó por primera vez una propuesta gastronómica e importantes números musicales, con Emir Kusturica, Baglietto & Vitale, Lisandro Aristimuño, Barbi Recanati, Emmanuel Horvilleur, Hilda Lizarazu, Marcos Bainotti y Juan Ingaramo.

## Últimas ediciones
| Edición | Fecha                                     | Lema central                                                                | Participantes | Ciudad y país invitados      | Protagonistas centrales | Libros más vendidos |
| ------- | ----------------------------------------- | --------------------------------------------------------------------------- | ------------- | ---------------------------- | --- | --- |
| 27°     | 6 al 26 de septiembre de 2012             | La literatura en el centro                                                  | —             | Paraguay                     | Jorge Lanata, Felipe Pigna, Hebe Uhart, María Teresa Andruetto, Elisa Carrió, Ernesto Sanz, Julio Bárbaro, Esteban Dómina, Jorge Canese y Tomás Abraham.                                     | Desconocido |
| 28°     | 4 al 18 de septiembre de 2013             | Hacia 30 años de Democracia                                                 | 310.000       | Uruguay                      | Héctor Schmucler, Beatriz Sarlo, Horacio González, Daniel Santoro, Viviana Rivero, Martín Kohan, Maristella Svampa, Viviana Rivero, Carlos Godoy y Diana Bellessi.                           | Obras de Che Guevara, Andrea Marinelli, Pilar Sordo y Laura Devetach, entre otros escritores.                                          |
| 29°     | 28 de agosto al 14 de septiembre de 2014  | Córdoba evoca, convoca y provoca                                            | 336.000       | España                       | Hernán Casciari, Patricia Ratto, Gabriela Cabezón Cámara, Osvaldo Bossi, Francisco Oviedo, María Soledad Boero, Marcelo Casarín, Antonio Oviedo, Karina Fraccarolli y Soledad Rebelles.      | Obras de Carlos Presman, Viviana Rivero, Pilar Sordo y Laura Devetach, entre otros escritores.                                         |
| 30°     | 3 al 21 de septiembre de 2015             | La Literatura como lugar de encuentro                                       | 372.000       | Israel                       | Pedro Maira, Eduardo Jozami, Daniel Santoro, Claudia Piñeiro, Pablo Ramos, Sergio Gaiteri, Enzo Maqueira, Paulo Henriques Britto, Marcelo Cohen y Ana María Shua.                            | El principito de Antoine de Saint-Exupéry Es el peronismo, estúpido de Fernando Iglesias La Biblia                                     |
| 31°     | 8 al 26 de septiembre de 2016             | 200 Años de rotas cadenas                                                   | 314.000       | Chile                        | Gianni Vattimo, Osvaldo Bayer, Miguel Rojas Mix, Felipe Pigna, Víctor Hugo Morales, Margarita Stolbizer, Marcelo Larraquy, Hugo Alconada Mon, Luis Alberto Quevedo y Juan Sasturain.         | El principito de Antoine de Saint-Exupéry La Biblia ¡Yo acuso! de Émile Zola                                                           |
| 32°     | 7 al 24 de septiembre de 2017             | —                                                                           | 940.711       | México Guadalajara Rosario   | Hernán Brienza, David Voloj, Fabián Casas, Mónica Fein, Tute, Jorge Zepeda Patterson, Clemente Padín, Simon Reynolds, Arnaldo Pérez Wat y Marcelo Larraquy.                                  | Mayor y Menor de Chanti La vida por la patria de Felipe Pigna Emoción y Sentimientos de Daniel López Rosetti                           |
| 33°     | 6 al 23 de septiembre de 2018             | —                                                                           | 756.864       | Neuquén                      | Liliana González, María Teresa Andruetto, Beatriz Sarlo, Tamara Tenenbaum, Carlos Busqued, Camila Sosa Villada, Eugenia Almeida, Sergio Aguirre, Luciano Lamberti y Margarita García Robayo. | El principito de Antoine de Saint-Exupéry Gravity Falls: Diario 3 de Alex Hirsch Diario de Ana Frank de Ana Frank                      |
| 34°     | 5 al 22 de septiembre de 2019             | La Feria: un territorio en tensión y movimiento que nos interpela y desafía | 536.658       | La Paz San Salvador de Jujuy | Cristina Bajo, María Teresa Andruetto, Viviana Rivero, Cristina Loza, Graciela Bialet, Gloria V. Casañas, Sergio Olguín, Chanti, Alejandro Palomas y Helena Janeczek.                        | El principito de Antoine de Saint-Exupéry Diario de Ana Frank de Ana Frank La Biblia                                                   |
| 35°     | 1 al 11 de octubre de 2021                | Trascender fronteras, acercar culturas                                      | 300.000       | Perú Paraguay Bolivia        | Camila Sosa Villada, Susy Shock, Claudia Piñeiro, Marcelo Piñeyro, María Teresa Andruetto, Tununa Mercado, Isol, Alejandro Dujovne, Perla Suez y Estela Smania.                              | El principito de Antoine de Saint-Exupéry Heartstopper de Alice Oseman Las malas de Camila Sosa Villada Otras medidas de Pilar Ordóñez |
| 36°     | 29 de septiembre al 10 de octubre de 2022 | La ciudad, todas las ciudades                                               | 650.000       | China Santa Fe               | Hugo Alconada Mon, Daniel Guebel, Camila Sosa Villada, Claudia Piñeiro, Cristina Bajo, Pablo Gerchunoff, María Florencia Freijo, Liliana González, Estefanía Pozzo y Pupina Plomer.          | Este dolor no es mío de Mark Wolynn El principito de Antoine de Saint-Exupéry Cuentos para soñar de autores varios                     |
| 37°     | 5 al 16 de octubre de 2023                | Ciudadanía y Democracia                                                     | 480.000       | Armenia                      | Darío Sztajnszrajber, Felipe Pigna, Juan Luis González, María O'Donnell, Jorge Liotti, Luciana Peker, Pupina Plomer, Emilio García Wehbi, Mercedes Romero Russo y Soledad Barruti.           | El principito de Antoine de Saint-Exupéry El principito cordobé de Simo Albano La casa Neville de Florencia Bonelli                    |
| 38°     | 8 al 20 de octubre de 2024                | Cultura que potencia, lecturas que transforman                              | 340.000       | Bolivia Neuquén              | Camila Sosa Villada, María Teresa Andruetto, Liliana Heker, Rocambole, Viviana Rivero, Martín Kohan, Eduardo Sacheri, Gustavo Blázquez, Daniel Guebel y Luciano Lamberti.                    | Desconocido |

## Premio Alberto Burnichón
Alberto Burnichón fue editor, poeta, librero y titiritero cordobés. Publicó obras de autores como Daniel Moyano, Juan Gelman, Juan José Hernández, Manuel Castilla y Jacobo Regen, así como también sumó ilustraciones de Carlos Alonso, Roberto Fontanarrosa y Hermenegildo Sábat a sus publicaciones. Fue secuestrado el 24 de marzo de 1976 en su casa, que luego fue saqueada e incendiada. Fue asesinado el 27 de marzo de ese año y su cuerpo se arrojó a un aljibe. Cada 25 de marzo, se celebra en Córdoba el "Día del editor de libros" y, desde 1997, se entrega durante la Feria del Libro un premio en su nombre al "mejor libro editado en Córdoba".
El primer premio Burnichón de la historia fue para Edith Vera, por su obra El libro de las dos versiones. También fueron ganadores del premio Alejandro Schmidt, María Rosa Finchelman, Adriana Bustos y Eugenia Almeida, entre otros.

## Galería

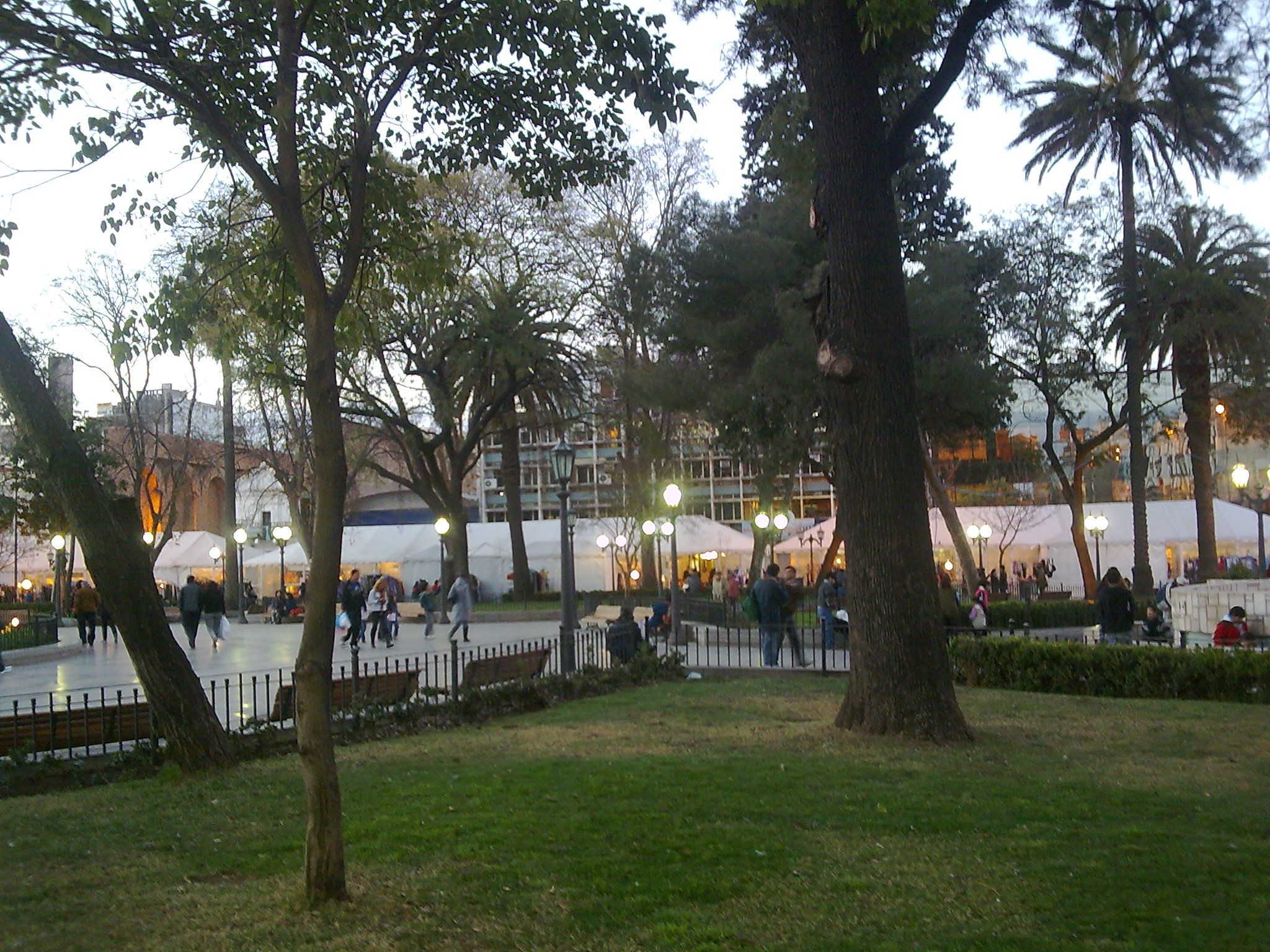
25° edición, en la Plaza San Martín.
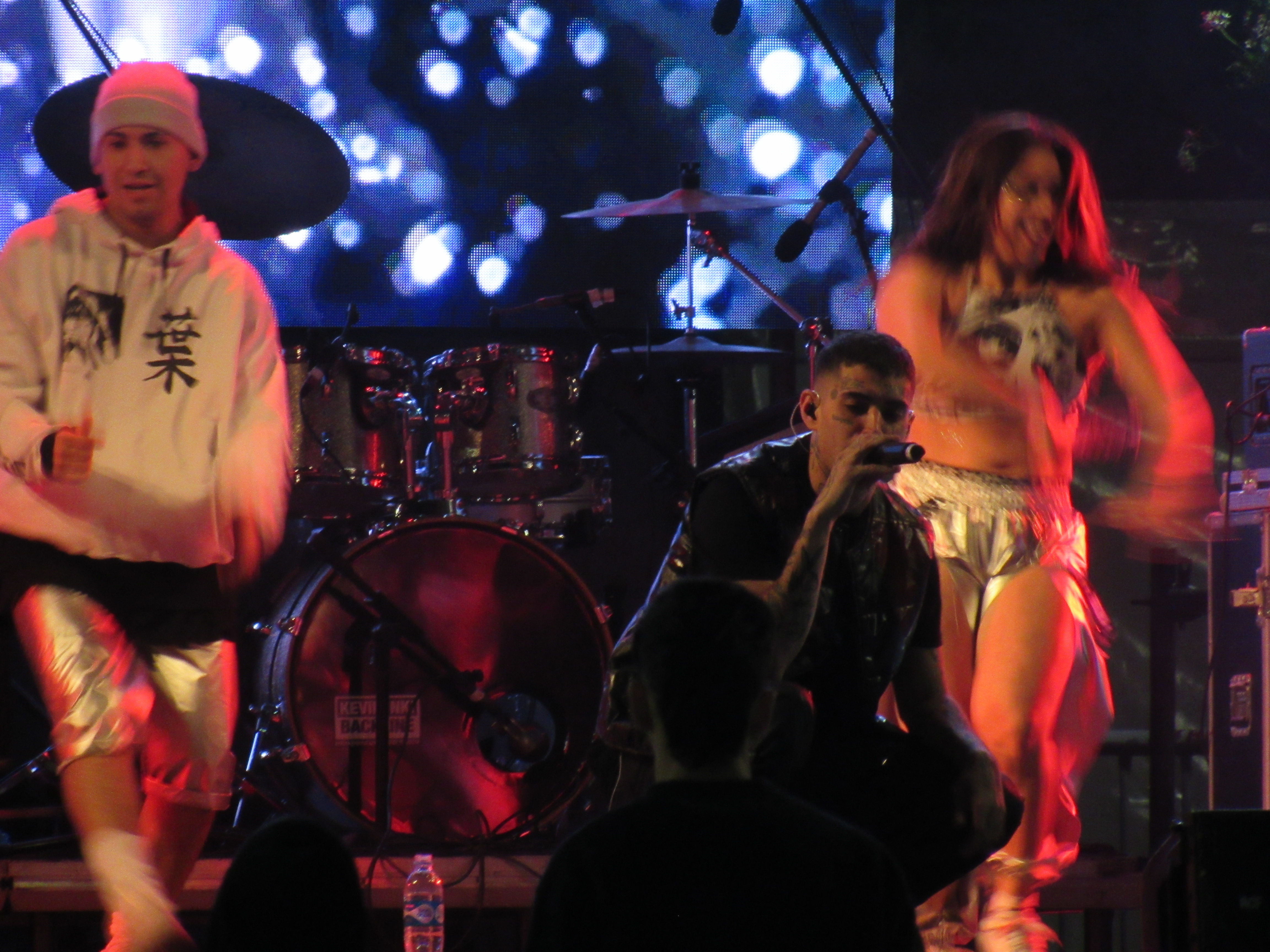
La Feria del Libro también ofrece propuestas musicales.
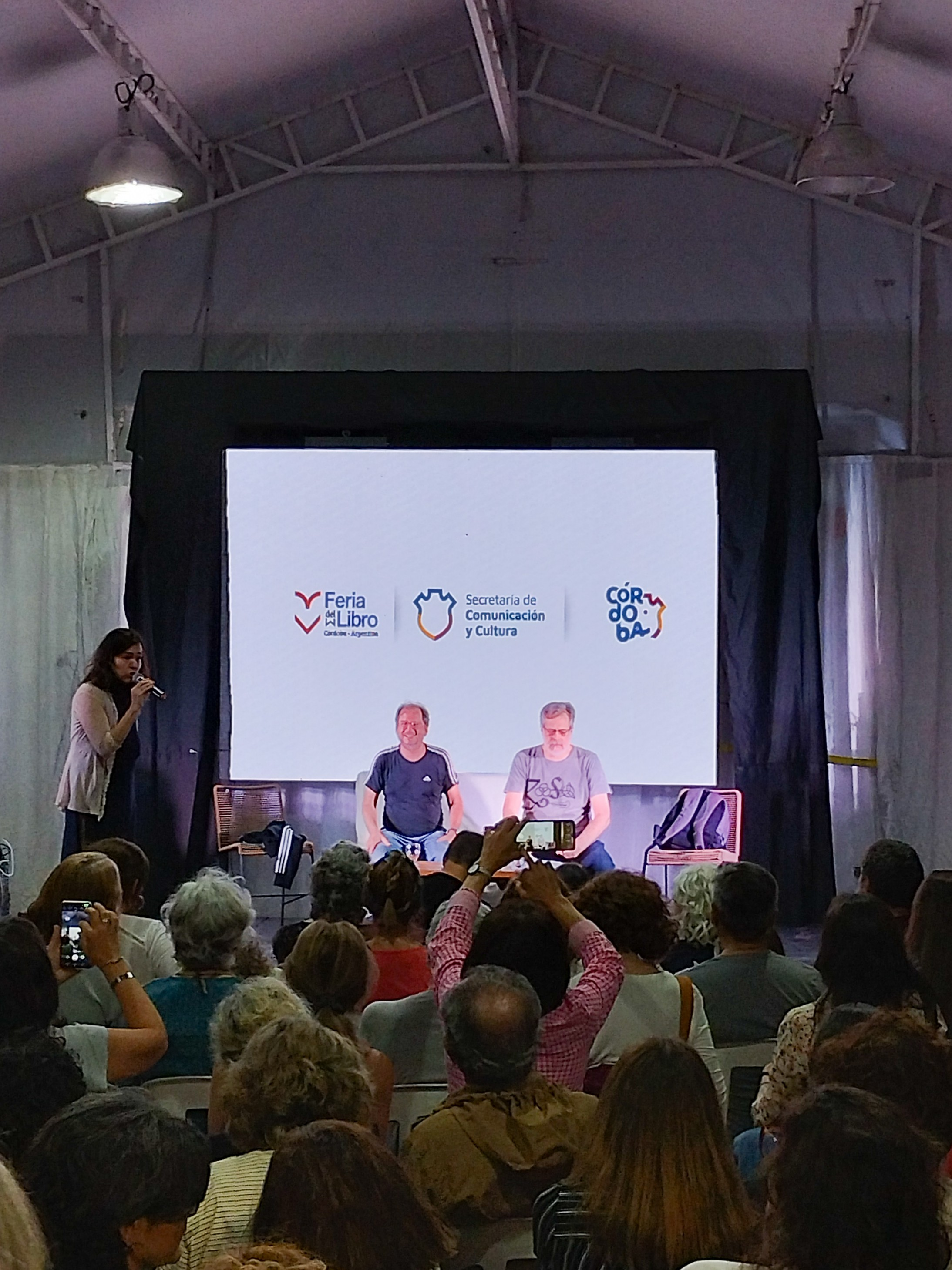
Martín Kohan en la FLC2024.
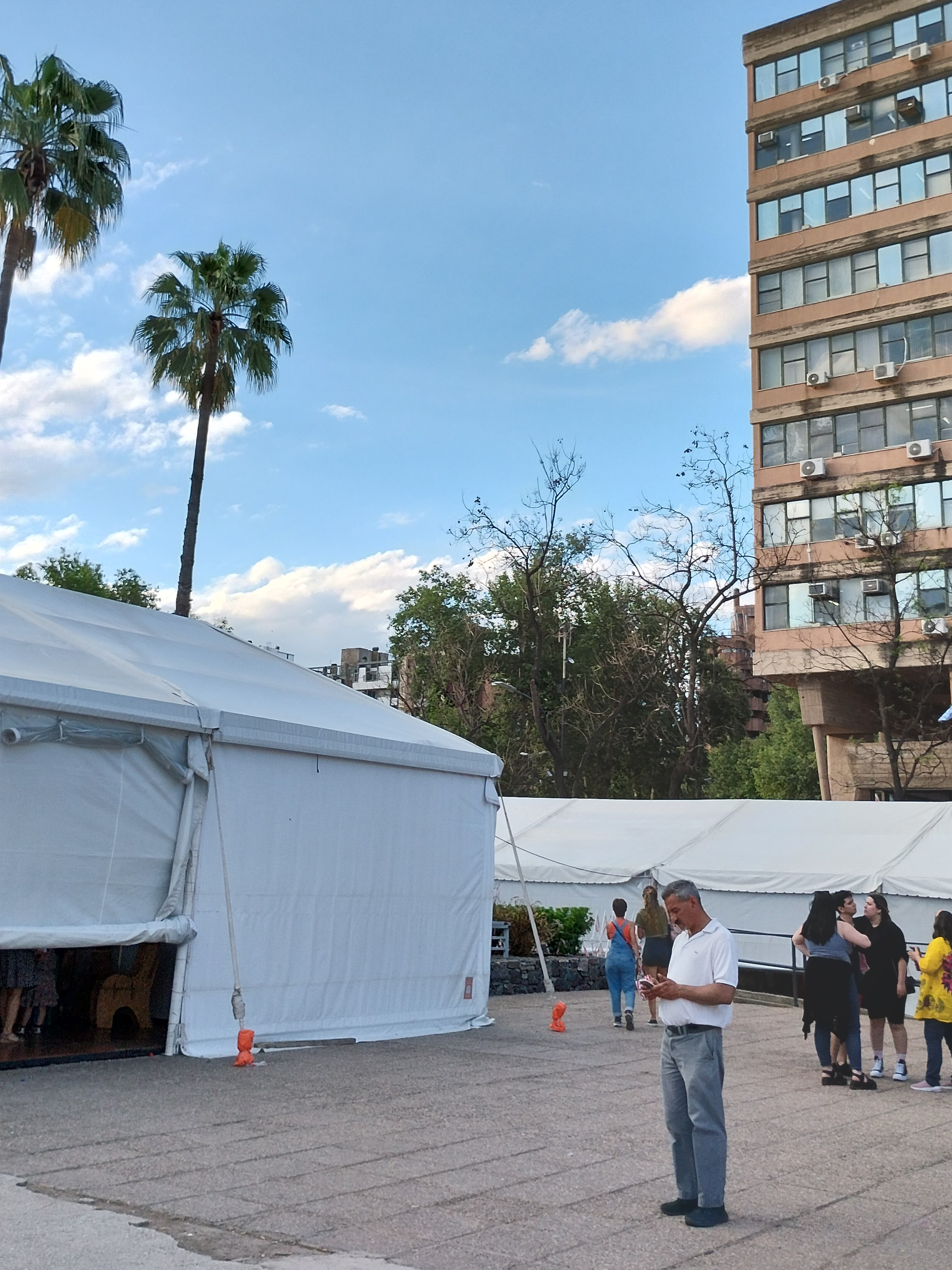
Feria del Libro en la Supermanzana de la Intendencia.